# Carli Filho
Luiz Fernando Ribas Carli Filho (Guarapuava, 17 de fevereiro de 1983) é um político brasileiro, ex-deputado estadual pelo PSB do Paraná, partido do qual foi expulso em julho de 2009. Carli recebeu destaque após provocar um acidente de trânsito em que morreram duas pessoas, ao dirigir embriagado. O ex-deputado é filho do ex-prefeito da cidade paranaense de Guarapuava (2008-2012), Fernando Ribas Carli, e irmão do também ex-deputado Bernardo Ribas Carli, morto em acidente aéreo. 

## Caso de atropelamento
Carli Filho foi eleito deputado estadual pelo Paraná em 2006, com 46.686 votos, dos quais 37.386 oriundos somente da sua cidade natal de Guarapuava. Ganhou destaque nacionalmente após atropelar dois jovens, dirigindo embriagado, a cerca de 190Km/h, falando ao celular e com a Carteira Nacional de Habilitação cassada. O atropelamento ocorreu no dia 7 de maio de 2009, no bairro do Mossunguê, quando o veículo Passat dirigido pelo parlamentar atingiu um Honda Fit, onde estavam Gilmar Rafael Souza Yared, 26 anos, e Carlos Murilo de Almeida, 20, que morreram na hora.
Após o ocorrido, o Partido da Mobilização Nacional (PMN) formalizou um pedido de cassação do deputado.
Em nota oficial divulgada no dia 14 de maio de 2009, o partido ao qual o deputado pertencia, o PSB, pronunciou-se oficialmente:
| “ | O Partido Socialista Brasileiro foi tomado de surpresa com o noticiário da Tragédia do Mossunguê dia 7 de maio de 2009, em Curitiba, causada aparentemente pelo despreparo e irresponsabilidade do deputado Luiz Fernando Ribas Carli Filho, ocasionando na morte de dois jovens, motivando revolta e repúdio da sociedade e a condenação da opinião pública, em geral, com repercussão negativa ao PSB, inclusive, em nível nacional. | ” |

Em 29 de maio de 2009, Carli Filho renunciou ao mandato.
Em 2018, o político foi condenado por duplo homicídio com dolo eventual , a uma pena de nove anos de quatro meses de prisão, em Júri Popular. O TJ-PR reduziu a pena para 7 anos, 4 meses e 20 dias de prisão em regime semiaberto, iniciando o cumprimento judicial em maio de 2019.